# غريغوار يفبفر
غريغوار يفبفر (بالفرنسية: Grégoire Lefebvre)‏ هو لاعب كرة قدم فرنسي، ولد في 13 مايو 1994 في Mont-Saint-Aignan ‏ في فرنسا. لعب مع نادي أوكسير.

## وصلات خارجية
- غريغوار يفبفر على موقع قاعدة بيانات كرة القدم.إي يو (الإنجليزية)
- غريغوار يفبفر على موقع Soccerway.com (الإنجليزية)